# Ta-süe-šan
Ta-süe-šan (Miňa Gang; čínsky 大雪山; pinyin: Dàxuě Shān; Wade-Gilesova transkripce: Ta-hsüeh Shan) je „Velké sněžné“ pohoří, leží v čínské provincii S’-čchuan na okraji Tibetské plošiny – je součástí Východotibetských pohoří. Nejvyšší horou je Miňa Gangkar (Minya Konka; Kung-ka-šan; 貢嘎山) vysoká 7 556 m. Jedná se tak o páté nejvyšší pohoří na světě.

Vstupní branou do pohoří je město Kchang-ting (康定) ležící ve výšce 2 620 m v údolí řeky Če-tuo (折多河).